# Carolina Liar

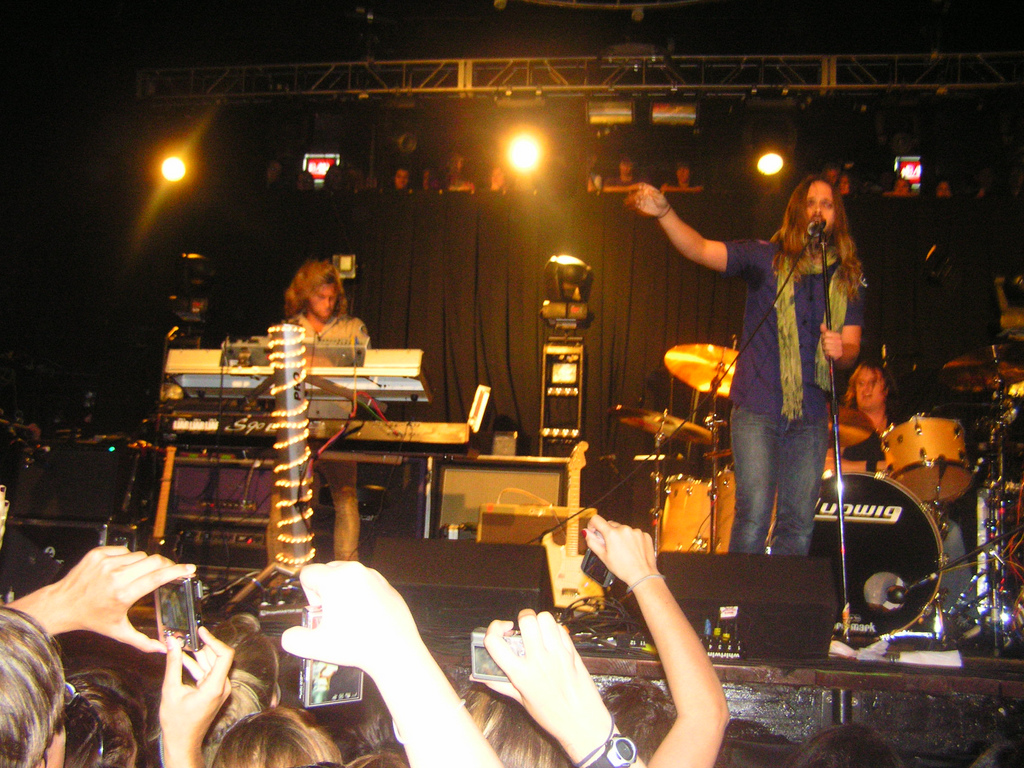
Carolina Liar (2008)

Carolina Liar sind eine US-amerikanisch-schwedische Rockband, die in Los Angeles beheimatet ist.

## Bandgeschichte
Kopf der Band ist Chad Wolf. Der Singer-Songwriter zog mit 22 Jahren von seiner Heimat Charleston, South Carolina, nach Los Angeles. Dort hielt er sich mit Gelegenheitsjobs über Wasser und versuchte eine Musikkarriere zu starten. Unter anderem bekam er auch ein Praktikum bei der Songwriterin Diane Warren. Ein Freund vermittelte ihn dann an den schwedischen Produzenten Max Martin. Dieser hörte einige Stücke von Wolf und holte ihn daraufhin nach Stockholm, wo er zusammen mit fünf schwedischen Musikern das Debütalbum Coming to Terms aufnahm. Die Songs des Albums stammen von Wolf selbst und wurden fast alle in Zusammenarbeit mit Tobias Karlsson geschrieben.
In den USA wurde Carolina Liar bekannt, als ihre Songs in Fernsehserien wie The Hills, Gossip Girl und 90210 sowie in der Fernsehwerbung verwendet wurden. Mit der Single I’m Not Over konnten sie sich erstmals in den US-Rockcharts platzieren und sie erreichten Platz 3. Das Debütalbum konnte sich danach ebenso in den offiziellen US-Charts platzieren wie die zweite Single Show Me What I’m Looking For. Sie wurde anschließend auch in Europa veröffentlicht und war auch da erfolgreich. Die Single dient zudem als Hintergrundmusik für den neuen Sat.1-Imagetrailer mit dem Sat.1-Slogan „Colour your life“.

## Bandmitglieder
- Chad Wolf: Sänger, Gitarrist, Songwriter
- Johan Carlsson: Keyboard
- Jim Almgren Gândara: Gitarrist
- Rickard Göransson: Gitarrist
- Max Grahn: Schlagzeuger
- Erik Hääger: Bassist

## Diskografie
Alben
- 2008: Coming to Terms
- 2011: Wild Blessed Freedom

Singles
- 2008: I’m Not Over
- 2008: Show Me What I’m Looking For
- 2009: Beautiful World
- 2011: Drown
- 2012: Me and You
- 2015: Here I Go Again
- 2015: Wrestling an Angel